# Теркиш ерлајнс
Туркиш ерлајнс (тур. Türk Hava Yolları) је главна и национална турска авио-компанија са седиштем у Истанбулу. Њени авиони лете редовно на 103 међународне и 28 домаћних дестинација у Европи, Азији, Африци и Северној Америци. Главно седиште је аеродром Ататурк у Истанбул. Остала седишта су аеродром Анкара и аеродром Сабиха Гокчен у Истанбулу. У 2006. компанија је превезла 17,5 милиона путника.

## Историја
Настала је 20. маја 1933. као Државна авио-линијска администрација. Полетела је са Истанбул, Ескишехир, Анкара лет августу 1933. У спетембру 1937, стигао је проуџбина од три авиона Де Хавиланд Д. Х 86Б.
Следеће децембра, стигао и четврти авион. Ове авиони су омогућавао летове до Истанбул, Ескишехир, Измир, Анкара, Адана, Кајсери и Дијарбакир. Први међународни лет летела 1947. године до Атине. 40 године су прошли да би авио-компанија летела свој први летове преко-Атлантике и ка Далеком истоку.
Са велике реорганизација, име компаније се променио у Теркиш ерлајнс (Türk Hava Yolları AO) 20. фебруару 1956. Од 1. априла 2008, Теркиш ерлајнс је постала чланица авионска савез Стар алајанс.

## Редовне линије
Видите: Редовне линије Туркиш ерлајнса
| Година | Бр. путника у милионима | Промена у % |
| ------ | ----------------------- | ----------- |
| 2006.  | 14,1                    | —           |
| 2007.  | 16,9                    | 19,8        |
| 2008.  | 19,6                    | 15,9        |
| 2009.  | 22,6                    | 15,3        |
| 2010.  | 29,1                    | 28,7        |
| 2011.  | 32,6                    | 12,0        |
| 2012.  | 39,0                    | 19,6        |
| 2013.  | 48,3                    | 23,8        |
| 2014.  | 54,7                    | 13,2        |

## Код Шер Партнери
Туркиш ерлајнс садржи код шер споразуми са следеће авио-компанијама:
- Азијана ерлајнс
- ЕгипатЕр
- Ер Индија
- Ер Чајна
- Луфтханза
- Ол Нипон ервејз
- Пакистан интернашонал ерлајнс
- Ројал ер Марок
- ТАП Португал

## Флота
Следећи табела садржи податке о флоти Туркиш ерлајнса (стање од новембра 2015. године):

## Спонзорства
Туркиш ерлајнс је тренутно званични спонзор ФК Барселоне, ФК Манчестер јунајтеда, КК Маруси из Атине., КК Валенсије и Евролиге у кошарци. Теркиш ерлајнс такође има уговор са Коби Брајантом и Каролином Возњацки о промоцији авио-компаније